# 石井里佳
石井 里佳（いしい りか、1980年2月26日 - ）は、広島県広島市出身のシンガーソングライター。

## 略歴
幼少期から母の影響で舞台の世界に触れ、姉が聴いている音楽を聴いて育つ。高校卒業後に上京、2年間音楽学校に通い卒業と同時にデビューする。
2000年
- 10月、「Peachy」名義でメジャーデビュー。プロデュースは元プリンセス・プリンセスの奥居香（現・岸谷香）[5]。

2001年
- 10月、アップフロントエージェンシーに移籍。テレビ東京系「新・美少女日記」のドラマにレギュラー出演[5]。
- 11月、ハロー!プロジェクトの童謡シリーズ「ザ・童謡ポップス1 クリスマスと冬のうた集」に参加[6]。

2002年
- 1月、ハロー!プロジェクトのコンサートに初出演。藤本美貴、里田まいらと共に新メンバーとして紹介される。
- 12月、ハロー!プロジェクトの新作童謡シリーズ「新作童謡ポップス（一）」リリース。

自身の音楽を探求するため自らの意思にてハロー!プロジェクトを「卒業」。
2003年
- 5月、全曲本人作詞作曲オリジナルソングでの初ライブを開催。
- シングル「琴島」リリース

2006年
- 映画「zoku」出演[5]（監督・窪田将治）、11月25日より渋谷アップリンクにてロードショー公開。
- マキシシングル「蒼」リリース

2007年
- モデルとして数多くのCMへ出演開始。

2009年
- インターネットカフェ「アプレシオ」初代イメージガールとして起用される。
- My Space Cafeコンピレーションアルバム参加
- OLYMPUS PENイメージソング楽曲提供

2010年
- 9月3日、ファーストアルバム「あおいくま」をリリース。
- レコ発ライブ「あおいくまの第一歩」を開催。
- 秋田ビューホテルCM出演＆楽曲提供
- 日本ゲームカードCM出演＆楽曲提供

2011年
- ゲームカードジョイコホールディングスCM出演＆楽曲提供
- Rika´s Music Laboratoryオンエア
- 石井里佳プレゼンツ「おさかな飛行船 Vol.1」開催

2012年
- かながわソーラーセンターテーマソング楽曲提供
- 第一回ミュードルグランプリ準優勝受賞
- 石井里佳プレゼンツ「おさかな飛行船 Vol.2」開催

2013年
- 映画「飛べ！ダコタ」主題歌歌唱
- OLYMPUS PEN Photo With Music楽曲提供
- ウェザーニュース「ソラウタ秋」作詞＆歌唱
- 秋田ビューホテル新CMソング楽曲提供
- 石井里佳Birthday Live「Romance Again」開催
- 2ndアルバム「SLOW LOVE」リリース
- 2ndアルバム「SLOW LOVE」発売記念ライブ「Romance Again” Vol.2」 開催
- 9月25日、3rdアルバム「La mer」リリース
- ウェザーニュース「ソラウタ冬」歌唱
- FMヨコハマ「Le son de La mer」放送

2014年
- 石井里佳ワンマンLIVE「Etoile de La mer 〜明日への一歩〜」＠青山CAY開催
- 東京FM MUSIC BIRD「石井里佳のレトロスタイル」放送
- 石井里佳ワンマンLIVE「レトロスタイル」開催

2015年
- 1月14日、メジャーデビューシングル「鎮恋歌」リリース。テレビ東京系「開運!なんでも鑑定団」テーマソング
- 「石井里佳のミュージックフォトブック」放送

## 作品
Peachy名義
1. スーパージェットシューズ〜未来を歩くくつ〜（2000年10月25日）
Perfumeが結成当初から主にライブでカバーしている。
2. スノーパラダイス（2000年12月6日）
3. ユメミルチカラ（2001年4月18日）

石井里佳名義
1. 琴島（2003年9月19日）
2. 蒼（2006年8月9日）

アルバム
1. あおいくま（2010年9月3日）
2. SLOW LOVE (2013年4月23日)
3. La mer (2013年9月25日)

シングル
1. 鎮恋歌（2015年1月14日）

以下5作品は、YouTubeで公開。
1. 僕の道（2009年10月）
2. Wedding Story（2009年11月）
3. 君の空へ詩いつづく（2010年6月）
4. ホームシック・ララバイ（2013年11月）
5. 鎮恋歌（2015年1月）

## 出演

### テレビ
- HEY!HEY!HEY! MUSIC CHAMP（フジテレビ）
- うたばん（TBS）
- ミュージックステーション（テレビ朝日）
- ポップジャム（NHK）
- COUNT DOWN TV（TBS）
- 新・美少女日記（テレビ東京）
- ハローキッズ（テレビ東京）
- 美少女教育Ⅱ（テレビ東京）
- ハローランド（フジテレビ）
- 筋肉美女-Muscle Venus-（テレ玉）
- View Style（秋田テレビ）
- ぼくらのノスタルジア（青森朝日放送）
- 2時っチャオ!（TBS）
- ありがとッ!（TVK）
- イイコト!（TVK）

### ラジオ
- Peachyの桃色缶づめ（AIR-G'）
- Freak☆Rush!（FM秋田）
- 石井里佳Le son de La mer（FM横浜、レギュラー）
- 石井里佳のレトロスタイル（MUSIC BIRD、レギュラー）
- Hot Spice（茨城放送、レギュラー）
- ミュージックフォトブック（KBS京都、茨城放送ほか）

### 映画
- zoku[5]（2006年11月、監督・窪田将治）
- 飛べ!ダコタ 主題歌　「ホームシック・ララバイ」　歌唱(2013年10月5日公開)

### CM
- 日本盛 晩酌
- NTT東日本「フレッツ光」
- NECライティング ホタルック
- 中国電力
- ロート製薬
  - 「ロートCキューブダブルチャージ」
  - Orezo
- ダイエー
- ネスカフェ「珈琲生豆茶」
- 岩手アイシンコム
- アイリスオーヤマ
- 文芸社
- バンダイ キャラデコ
- FIELDS
- 日本ゲームカード
- ゲームカード・ジョイコホールディングス
- ハウス食品「マカロニグラタン クイックアップ」

### スチール
- 「KOSE COSME DECORTE」
- 「Familiar」
- 「コカ・コーラ」
- 「ディズニーアンバサダーホテル」
- 「Iicamo」
- 「aprecio」
- 「ベルーナ」
- 「京王プレッソイン」
- 「マンダムインドネシア」
- 「楽天トラベル」
- 「いいもの王国」
- 「eyebrella」
- Panasonic「Onwa」
- ベルメゾン「暮らす服」

### インターネット
- CodeG!が大好き♪ with石井里佳（あっ!とおどろく放送局)
- Rika's Music Laboratory（お台場TV)
- りかとくじらの実験室「リクラボ」（お台場TV）